# Cucullanus attenuata
Cucullanus attenuata is een rondwormensoort uit de familie van de Cucullanidae. De wetenschappelijke naam van de soort is voor het eerst geldig gepubliceerd in 1858 door Molin.